# Michael Cavendish
Michael Cavendish (1565 circa – 1628) è stato un compositore inglese dell'epoca elisabettiana e giacobita.

## Biografia
Nipote di Bess di Hardwick e primo cugino di Arbella Stuart, passò molto del suo tempo a Corte nella veste di compositore del futuro re Carlo I d'Inghilterra. Nel 1598 pubblicò una raccolta di canzoni per voce e liuto, dal titolo Ayres in Tabletorie. Operò anche in collaborazione con Thomas Morley e uno dei suoi pezzi figura nella collezione di madrigali The Triumphs of Oriana pubblicata a Londra nel 1601.